# Daur Kove
Daur Kove (plným jménem Daur Vadim-ipa Akaviba nebo jen Daur Akaviba, (abchazsky Даур Вадим-иԥа Ақаҩба, rusky: Даур Кове; * 15. března 1979) je abchazský politik, který od roku 2016 do 2021 zastával funkci ministra zahraničí Abcházie. Předtím působil v diplomacii, v úřednických profesích a jako ředitel protokolu.

## Život
Kove se narodil 15. března 1979 v abchazském hlavním městě Suchumi. Po zisku středoškolského vzdělání nastoupil v roce 1995 na studium práv na Baškirskou státní univerzitu, kterou dokončil ziskem titulu v roce 2000 se specializací na právní podporu pro zahraniční ekonomickou činnost. Během celého tohoto období, kdy studoval v Baškortostánu, působil zároveň jako asistent při diplomatickém zastupitelství Abcházie v této ruské autonomní republice. Od roku 2000 do 2009 zde působil coby zaměstnanec ministerstva zahraničních věcí Abcházie jako zplnomocněný zástupce v Baškortostánu.

### Politická kariéra
V roce 2005 k této funkci přidal ještě jednu a stal se vedoucím mezinárodního odboru ministerstva zahraničí. V roce 2006 se posunul na pozici náměstka ministra zahraničí, kterým byl až do roku 2010. Prezident Sergej Bagapš tehdy dne 9. září provedl změny ve své vládě a odvolaného předsedu státního výboru repatriace Anzora Mukbu nahradil dosavadním ředitelem personálního odboru vlády Zurabem Adleibou, jehož nástupcem v této funkci se stal Daur Kove. Jako ředitel personálního odboru vlády působil pouze rok, neboť si na tuto pozici vybrali nový prezident Aleksandr Ankvab s premiérem Leonidem Lakerbajou svého kandidáta.
Kove tedy opustil vládu a stal se v roce 2011 lektorem mezinárodního práva v Suchumském otevřeném institutu. V roce 2012 se vrátil do státních služeb a působil od června do listopadu jako šéf právního oddělení Úřadu pro mimořádné situace. Poté až do roku 2014 dělal poradce řediteli tohoto úřadu. Zároveň pokračoval v práci ve vzdělávání a mezi léty 2012 až 2014 byl zástupcem ředitele abchazské sekce ruské nevládní organizace Institut euroasijských studií. V listopadu 2013 k tomu přidal ještě funkci poradce předsedy Abchazského lidového shromáždění.
V listopadu 2014, když byl v předčasných prezidentských volbách zvolen Raul Chadžimba, byl Kove jmenován ředitelem protokolu prezidentské kanceláře. V této funkci setrval do 4. října 2016, kdy byl jmenován novým ministrem zahraničí Abcházie. Na ministerském postu vydržel nejen do zbytku vlády Raula Chadžimby, ale ve funkci si ho ponechal i Chadžimbův nástupce Aslan Bžanija. Po roce a půl pod novým prezidentem byl ale 17. listopadu 2021 z této pozice odvolán a bylo mu nabídnuto místo náměstka tajemníka bezpečnostní rady státu. Novým ministrem zahraničí se stal místo něj Inal Ardzinba.
Koveho kroky ale nakonec vedly i na akademickou půdu, když byl 9. prosince 2021 jmenován prorektorem Abchazské státní univerzity pro mezinárodní vztahy a ekonomické záležitosti. Tuto změnu ve směřování kariéry mimo politiku vysvětlil slovy, že pochopil, že „život je rozmanitější a všestrannější.“
Mimo vládní moc však dlouho nevydržel. Přijal nabídku na pozici abchazského ministra kultury a do funkce byl jmenován 6. dubna 2022. O rok a půl později však vrcholovou politiku znovu opustil a 30. října 2023 na svou funkci rezignoval. Přemístil se tedy do regionální politiky a téhož dne byl jmenován náměstkem předsedy Okresu Gali.